# Línea 640 (Interurbanos Madrid)
La línea 640 de la red de autobuses interurbanos de Madrid une San Lorenzo de El Escorial con Robledo de Chavela y Valdemaqueda.

## Características
Esta línea une los municipios arriba citados, en un trayecto de 45 minutos de duración entre cabeceras.
Es la única línea interurbana con paso por San Lorenzo de El Escorial que no finaliza recorrido en la estación de autobuses, llegando hasta el hospital comarcal de El Escorial.
Siguiendo la numeración de líneas del CRTM, las líneas que circulan por el corredor 6 son aquellas que dan servicio a los municipios situados en torno a la A-6 y comienzan con un 6. Aquellas numeradas dentro de la decena 640 operadas por ALSA corresponden a aquellas que circulan por Robledo de Chavela.
La línea no mantiene los mismos horarios todo el año, los días no lectivos suprime la gran mayoría de sus expediciones. Circula únicamente de lunes a viernes laborables. No presta servicio en fines de semana ni festivos.
Está operada por la empresa ALSA mediante la concesión administrativa VCM-607 - Madrid – San Lorenzo de El Escorial (Viajeros Comunidad de Madrid) del Consorcio Regional de Transportes de Madrid.
1. ↑  ALSA. «Servicio de autobuses de la Comunidad de Madrid». Consultado el 25 de diciembre de 2022.

## Horarios
| Lunes a viernes laborables                |                                           |
| San Lorenzo de El Escorial > Valdemaqueda | Valdemaqueda > San Lorenzo de El Escorial |
| 12:30                                     | 07:15                                     |
| 14:30                                     | 07:25                                     |
| 17:00                                     | 13:15                                     |
|                                           | 15:30                                     |
| 18:00                                     |                                           |

1. ↑  Este servicio discurre por Av. Constitución (El Escorial), por carretera M-600, Instituto B. Juan de Herrera, Hospital Comarcal y Calle Juan de Toledo para finalizar en la Estación de Autobuses de San Lorenzo de El Escorial.
2. 1 2 3 4  Sólo días lectivos.
3. ↑  Desde Robledo de Chavela hasta la Estación de Autobuses de San Lorenzo de El Escorial, sólo días lectivos.

## Recorrido y paradas

### Sentido Valdemaqueda
| Código | Parada                                              | Común con                        | Conexión con Cercanías | Municipio                  | Zona |
| ------ | --------------------------------------------------- | -------------------------------- | ---------------------- | -------------------------- | ---- |
| 11026  | Hospital El Escorial                                | 660 669 669A 2 3 4               |                        | San Lorenzo de El Escorial |      |
| 10206  | Ctra. M-600 - Urb. Monte Escorial                   | 660 664 669 669A 2 3 4           |                        | San Lorenzo de El Escorial |      |
| 10443  | Pozas - Centro Comercial                            | 669 1 2                          |                        | San Lorenzo de El Escorial |      |
| 11531  | Ctra. M-600 - Urb. Jardín de Reyes                  | 660 664 669 669A 2               |                        | San Lorenzo de El Escorial |      |
| 10207  | Juan de Toledo - Biblioteca                         | 660 664 669 669A 2               |                        | San Lorenzo de El Escorial |      |
| 10208  | Juan de Toledo - Codolsa                            | 660 664 669 669A 2               |                        | San Lorenzo de El Escorial |      |
| 10185  | Estación de autobuses de San Lorenzo de El Escorial | 660 661 664 665 666 667 669 669A |                        | San Lorenzo de El Escorial |      |
| 11924  | Av. Reyes Católicos - Padre Wigfrido                | 661 667 1                        |                        | El Escorial                |      |
| 10187  | Av. Constitución - Quiterio López                   | 661 666 667 669 669A 3           |                        | El Escorial                |      |
| 11526  | Av. Constitución - Alfonso XIII                     | 661 666 667 669 669A 3           |                        | El Escorial                |      |
| 18124  | Ctra M-512 - Puerto de la Cruz Verde                |                                  |                        | Robledo de Chavela         |      |
| 11540  | Ctra. M-512 - Félix Bonet                           | 640A                             | Robledo de Chavela     | Robledo de Chavela         |      |
| 11942  | Ctra. M-512 - Urb. La Saleta                        | 640A                             |                        | Robledo de Chavela         |      |
| 13111  | Ctra. M-512 - Urb. La Suiza Española                | 640A                             |                        | Robledo de Chavela         |      |
| 12598  | Ctra. M-512 - Almojón                               | 640A                             |                        | Robledo de Chavela         |      |
| 11944  | Ctra. M-512 - Urb. Cerrillo del Carmen              | 640A                             |                        | Robledo de Chavela         |      |
| 11468  | Ctra. M-512 - Gustavo Adolfo Bécquer                | 640A 645                         |                        | Robledo de Chavela         |      |
| 10140  | Avenida Juan Carlos I - Olivar                      | 640A 645                         |                        | Robledo de Chavela         |      |
| 11469  | Ctra Valdemaqueda - Avenida Constitución            | 640A 645                         |                        | Robledo de Chavela         |      |
| 11470  | Ctra M-537 - Colonia del Río                        | 645                              |                        | Valdemaqueda               |      |
| 11471  | Travesía Dos de Mayo - Colonia Santa Ana            | 645                              |                        | Valdemaqueda               |      |
| 10141  | Plaza de España - Ayuntamiento                      | 645                              |                        | Valdemaqueda               |      |
| 11472  | Travesía Dos de Mayo - Ermita                       | 645                              |                        | Valdemaqueda               |      |
| 18772  | Travesía Dos de Mayo - Pilas                        | 645                              |                        | Valdemaqueda               |      |

### Sentido San Lorenzo de El Escorial
| Código | Parada                                              | Común con                        | Conexión con Cercanías | Municipio                  | Zona |
| --- | --------------------------------------------------- | -------------------------------- | ---------------------- | -------------------------- | ---- |
| 18773 | Travesía Dos de Mayo - Avenida del Pilar            | 645                              |                        | Valdemaqueda               |      |
| 11413 | Travesía Dos de Mayo - Ermita                       | 645                              |                        | Valdemaqueda               |      |
| 10142 | Plaza de España - Ayuntamiento                      | 645                              |                        | Valdemaqueda               |      |
| 11474 | Travesía Dos de Mayo - Colonia Santa Ana            | 645                              |                        | Valdemaqueda               |      |
| 11475 | Ctra M-537 - Colonia del Río                        | 645                              |                        | Valdemaqueda               |      |
| 11476 | Ctra. Valdemaqueda - Av. Constitución               | 640A 645                         |                        | Robledo de Chavela         |      |
| 10143 | P.º Los Álamos - Concepción                         | 640A 645                         |                        | Robledo de Chavela         |      |
| 11477 | Ctra. M-512 - G. Adolfo Bécquer                     | 640A 645                         |                        | Robledo de Chavela         |      |
| 11945 | Ctra. M-512 - Urb. Cerrillo del Carmen              | 640A                             |                        | Robledo de Chavela         |      |
| 12597 | Ctra. M-512 - Almojón                               | 640A                             |                        | Robledo de Chavela         |      |
| 11943 | Ctra. M-512 - Urb. La Saleta                        | 640A                             |                        | Robledo de Chavela         |      |
| 11541 | Ctra. M-512 - Félix Bonet                           | 640A                             | Robledo de Chavela     | Robledo de Chavela         |      |
| 18122 | Ctra. M-505 - Puerto de la Cruz Verde               | 665                              |                        | Robledo de Chavela         |      |
| 11525 | Av. Constitución - Madrid                           | 660 661 666 667 669 669A 2 3     |                        | El Escorial                |      |
| 10183 | Av. Constitución - Francisco Valiño                 | 660 661 666 667 669 669A 2 3     |                        | El Escorial                |      |
| 11923 | Av. Reyes Católicos - Padre Wigfrido                | 661 667 1                        |                        | El Escorial                |      |
| La expedición los días lectivos de las 07:25 procedente de Robledo de Chavela finaliza su recorrido en esta parada: |                                                     |                                  |                        |                            |      |
| 11529 | Juan de Toledo - Estación de Autobuses              | 661 2 4                          |                        | San Lorenzo de El Escorial |      |
| Paradas del itinerario normal                                                                                       |                                                     |                                  |                        |                            |      |
| 10212 | Juan de Toledo - Codolosa                           | 660 664 669 669A 2 4             |                        | San Lorenzo de El Escorial |      |
| 10213 | Juan de Toledo - Biblioteca                         | 660 664 669 669A 2 4             |                        | San Lorenzo de El Escorial |      |
| 11530 | Ctra. M-600 - Urb. Jardín de Reyes                  | 660 664 669 669A 2 4             |                        | San Lorenzo de El Escorial |      |
| 10443 | Pozas - Centro Comercial                            | 669 1 2                          |                        | San Lorenzo de El Escorial |      |
| 10214 | Ctra. M-600 - Urb. Monte Escorial                   | 660 664 669 669A 2 3 4           |                        | San Lorenzo de El Escorial |      |
| Terminal de las expediciones normales                                                                               |                                                     |                                  |                        |                            |      |
| 11026 | Hospital El Escorial                                | 660 669 669A 2 3 4               |                        | San Lorenzo de El Escorial |      |
| El servicio de las 07:15 realiza las siguientes paradas desde la parada 10183                                       |                                                     |                                  |                        |                            |      |
| 10443 | Pozas - Centro Comercial                            | 669 1 2                          |                        | San Lorenzo de El Escorial |      |
| 10214 | Ctra. M600 - Urb. Monte Escorial                    | 660 664 669 669A 2 3 4           |                        | San Lorenzo de El Escorial |      |
| 11026 | Hospital El Escorial                                | 660 669 669A 2 3 4               |                        | San Lorenzo de El Escorial |      |
| 10206 | Ctra. M-600 - Urb. Monte Escorial                   | 660 664 669 669A 2 3 4           |                        | San Lorenzo de El Escorial |      |
| 11531 | Ctra. M-600 - Urb. Jardín de Reyes                  | 660 664 669 669A 2               |                        | San Lorenzo de El Escorial |      |
| 10207 | Juan de Toledo - Biblioteca                         | 660 664 669 669A 2               |                        | San Lorenzo de El Escorial |      |
| 10208 | Juan de Toledo - Codolsa                            | 660 664 669 669A 2               |                        | San Lorenzo de El Escorial |      |
| 10185 | Estación de autobuses de San Lorenzo de El Escorial | 660 661 664 665 666 667 669 669A |                        | San Lorenzo de El Escorial |      |